# Deyme
Deyme (em occitano:  Dèime) é uma comuna francesa na região administrativa da Occitânia, no departamento do Alto Garona. Estende-se por uma área de 7.05 km², com 1.185 habitantes, segundo o censo de 2018, com uma densidade de 170 hab/km².